# Jean Callen
Jean Callen est un homme politique français né le 30 octobre 1820 à Saint-Symphorien (Gironde) et mort le 21 mars 1892 à Bazas (Gironde).
Conseiller général, il est sénateur de la Gironde de 1879 à 1888, inscrit au groupe de la Gauche républicaine.

### Sources
- « Jean Callen », dans le Dictionnaire des parlementaires français (1889-1940), sous la direction de Jean Jolly, PUF, 1960 [détail de l’édition]
- « Jean Callen », dans Adolphe Robert et Gaston Cougny, Dictionnaire des parlementaires français, Edgar Bourloton, 1889-1891 [détail de l’édition]